# Это не я, это — он!
«Это не я, это — он!» (фр. C’est pas moi, c’est lui) — фильм режиссёра Пьера Ришара, вышедший в 1980 году.

## Сюжет
Сценарист Пьер Рено — «литературный негр», работающий на сценариста-драматурга Жоржа Валье. Имя Пьера Рено никогда не появляется в титрах фильмов. В один прекрасный день он знакомится на студии с итальянским актёром Альдо Бараззутти, а вскоре получает заманчивое предложение — поехать вместе с ним в Тунис и написать сценарий под собственным именем. Давая согласие, Пьер не мог даже предположить, в какую авантюру вовлекает его новый приятель…

## В ролях
- Пьер Ришар — Пьер Рено (озвучил Леонид Белозорович)
- Альдо Маччоне — Альдо Бараззутти
- Валери Мересс — Валери
- Даниэль Минаццоли[фр.] — Шарлотта
- Аннетта Пуавре — мать Пьера
- Анри Гарсен — Жорж Валье
- Франка Валери — Карла
- Жерар Эрнандес — продавец
- Франк-Оливье Бонне — военный
- Бубуль — грузчик

## Съёмочная группа
- Режиссёр: Пьер Ришар
- Сценарий: Пьер Ришар, Ален Годар
- Оператор: Клод Агостини
- Монтажёр: Noëlle Boisson
- Композитор: Владимир Косма

## Названия на разных языках
- — Это не я, это — он!
- — C’est pas moi, c’est lui
- — Zwei Kamele auf einem Pferd
- — Peirazei pou eimai megalo… koroido!
- — It’s Not Me, It’s Him